# Sporting Clube da Covilhã
El Sporting Clube da Covilhã, conocido comúnmente como Sporting Covilhã, es un equipo de fútbol de Portugal. A partir de la temporada 2023-24 jugará en la Terceira Liga, la tercera categoría del Fútbol en Portugal.

## Historia
Fue fundado en el año 1922 en la ciudad de Covilhã, cerca de la Serra de Estrela, las montañas más altas de Portugal y ha jugado en 15 temporadas en la Primera División de Portugal.

## Estadio
El Sporting Clube da Covilhã juega de local en el Complexo Desportivo da Covilhã en Covilhã, con capacidad para 6.125 espectadores.

## Entrenadores
- Mário da Costa Rafael (1923–1925)[5]
- António Estrela (1925–1927)[6]
- Ernesto Cruz (1927–1929)[6]
- José Maria Maranhas Mousaco (1929–1930)[6]
- António Estrela (1930–1932)[7][8]
- Ernesto Cruz (1932–1934)[9][10]
- Manuel Reynolds (1934–1937)[11][12][13]
- Manuel Serzedêlo (1937–1938)[14]
- Ernesto Cruz (1938–1939)[15]
- Alberto Santos (1938–1939)[15]
- Manuel Reynolds (1939–1942)[16][17][18]
- Artur Baeta (1942–1943)[19]
- Pedro Costa (1943–1944)[20]
- Manuel Reynolds (1944–1945)[21]
- Zé (1945–1946)[22]
- José Rodrigues (1946–1947)[23]
- Pedro Costa (1946–1947)[23]
- János Szabó (1947–1957)[24]
- Iosif Fabian (1957–1958)[25]
- János Zörgő (1958–1960)[26]
- Marcial Camiruaga (1960)[27]
- János Szabó (1960–1961)[24]
- José Alberto Valdivieso (1962)[28]
- Mariano Amaro (1961–1962)[29]
- Sebastián Berascochea (1962–1963)[30]
- Bernabé Puertas Marcos (1963)[31]
- Óscar Tellechea (1964)[32]
- Bernabé Puertas Marcos (1965–1966)[31]
- Armindo Telo (1967–1968)[33]
- Augusto (1968)[34]
- Joaquim Meirim (1968–1969)[35]
- Armindo Teto (1969–1970)[34][36]
- Álvaro Alexandre (1970)[37]
- János Szabó (1970–1971)[37][24]
- Miguel Bertral (1971–1972)[38]
- José Martinez Dieste (1972–1973)[39]
- Madaleno (1972–1973)[39]
- Francisco Manteigueiro (1973)[40]
- Julio Pereyra (1973–1974)[41]
- Madaleno (1974)[40]
- Raúl Machado (1974–1975)[42]
- Baixa (1975)[43]
- Vítor Gonçalves (1975–1976)[44]
- Iosif Fabian (1976–1977)[25]
- José Domingos (1979–1981)[45]
- José Henrique (1981)[46]
- Hilário da Conceição (1981–1982)[47]
- José Domingos (1983–1984)[45]
- Vieira Nunes (1984–1987)[48]
- João Salceds (1987–1978)[49]
- Albertino Pereira (1988–1989)[50]
- António Fidalgo (1989–1990)[51]
- José Domingos (1991–1992)[45]
- João Salcedas (1992–1993)[52][53]
- Álvaro Lima (1993–1994)[53]
- Fernando Ribeiro (1994)[53][54]
- Costa Almeida (1994–1995)[54]
- Isidro Beato (1995)[55]
- Fernando Ribeiro (1995)[54]
- Vieira Nunes (1995–1996)[48]
- António Jesus (1996–1997)[56]
- Vieira Nunes (1997)[48]
- António Jesus (1999–2000)[56]
- Henrique Nunes (2000–2001)[57]
- João Cavaleiro (2001–2004)[58]
- Fanã (2004–2005)[59]
- João Salcedas (2006)[60]
- José Dinis (2006)[60]
- Vítor Cunha (2006–2007)[61][62]
- Rui França (2007–2008)[63][64]
- Álvaro Magalhães (2008)[65]
- Hélio Sousa (2008–2009)[66][67]
- João Eusébio (2009)[68][69]
- João Salcedas (2009–2010)[70][71]
- Nicolau Vaqueiro (2010)[72][73]
- João Pinto (2010–2011)[74][75]
- Tulipa (2011–2012)[76][77]
- Nascimento (2012)[78]
- Filipe Moreira (2012)[79][80]
- Fanã (2012–2013)[59][81]
- Francisco Chaló (2013–2016)[81][82]
- Filipe Gouveia (2016–2017)[83][84]
- José Augusto (2017–2018)[85][86]
- Dito (2018)[87][88]
- Filó (2018–2019)[89][90]
- Ricardo Soares (2019)[90][91]
- Daúto Faquirá (2019–2020)[92][93]
- Nuno Capucho (2020–2021)[94][95]
- José Bizarro (2021)[96][97]
- Wender Said (2021)[98][99]
- Filó (2021)[100][101]
- Leonel Pontes (2021–)[2]

## Jugadores

### Jugadores destacados
- Amílcar Cavém[102]
- António José[103]
- Bento Couceiro[103]
- Carlos Ferreira[103][104]
- Fernando Cabrita[105][106]
- Francisco Manteigueiro[106][107]
- Hélder Toledo[103]
- João Tomé[103][108]
- Manuel Livramento[103]
- Tarantini[109][110]
- Zé Rita[103]
- Piguita[111][112]
- Pedro Martín[113]
- Victoriano Suárez[106]
- André Simonyi[114][115][116]
- Sérgio Albasini[117]
- Jorge Nicolau[106][118][119][120]

### Altas y bajas 2021–22
| Altas          | Altas          | Altas               | Altas                  | Altas |
| Jugador        | Posición       | Procedencia         | Tipo                   | Costo |
| -------------- | -------------- | ------------------- | ---------------------- | ----- |
| Nego Tembeng   | Volante        | Agente libre        | Libre.                 | --    |
| Franck Angong  | Centrocampista | Barcelona B         | Cesión.                | --    |
| Sena Yang      | Centrocampista | Académico de Viseu  | Fichaje.               | --    |
| Devid          | Delantero      | KS Kastrioti        | Fichaje definitivo.    | --    |
| Lucas Barros   | Defensa        | Botafogo            | Traspaso libre.        | --    |
| Ryan Teague    | Centrocampista | Famalicão           | Cesión.                | --    |
| Ahmed Isaiah   | Centrocampista | Gil Vicente         | Rescisión de contrato. | --    |
| Ricardo Vaz    | Delantero      | Agente libre        | Libre.                 | --    |
| Arnold Issoko  | Delantero      | Cova da Piedade     | Fichaje.               | --    |
| Helitão        | Defensa        | ABC                 | Rescisión de contrato. | --    |
| Diogo Almeida  | Delantero      | Benfica B           | Fichaje definitivo.    | --    |
| Felipe Dini    | Centrocampista | Portimonense sub-23 | Cesión.                | --    |
| Thiago Moraes  | Centrocampista | Portimonense sub-23 | Cesión.                | --    |
| Jô             | Delantero      | Juventus de Jaraguá | Fichaje definitivo.    | --    |
| Chico          | Delantero      | Portimonense        | Cesión.                | --    |
| Diogo Cornélio | Centrocampista | Sporting Covilhã B  | Promoción.             | --    |
| Léo Navacchio  | Portero        | Portimonense        | Cesión.                | --    |
| Jorge Vilela   | Centrocampista | Portimonense        | Cesión.                | --    |
| Jean Felipe    | Defensa        | Portimonense        | Cesión.                | --    |
| Diego Medeiros | Delantero      | Casa Pia            | Fin de contrato.       | --    |

| Bajas          | Bajas          | Bajas        | Bajas                  | Bajas |
| Jugador        | Posición       | Destino      | Tipo                   | Costo |
| -------------- | -------------- | ------------ | ---------------------- | ----- |
| Diego Medeiros | Delantero      | Agente libre | Rescisión de contrato. | --    |
| Joel Vital     | Defensa        | --           | Retiro.                | --    |
| Rui Areias     | Delantero      | Fafe         | Fichaje.               | --    |
| Filipe Cardoso | Centrocampista | Marítimo     | Fichaje definitivo.    | --    |